# Månshällorna
Månshällorna is een Zweeds mini-eiland behorend tot de Lule-archipel. Het eiland ligt ten 1,5 kilometer ten zuidoosten van Klyvan in de Botnische Golf. Het heeft geen vaste oeververbinding en is onbebouwd. Het is een van de eilanden aan de uiterste oostrand van de archipel. Soms doet de grijze zeehond het eiland aan.